# Niedźwiada (dopływ Szklarki)
Niedźwiada (niem. Bär Grund, Dürre Kochel) – potok, lewy dopływ Szklarki.
Potok płynie w Sudetach Zachodnich, w zachodniej części Karkonoszy. Jej źródła znajdują się poniżej Przełęczy pod Śmielcem na wysokości ok. 1265 m n.p.m. Płynie na północ, po czym na wysokości 740 m n.p.m. łączy się z Górną Szklarką dając początek Szklarce. Po drodze przyjmuje kilka drobnych, bezimiennych dopływów.
Płynie po granicie i jego zwietrzelinie. Cały obszar zlewni Niedźwiady porośnięty jest górnoreglowymi lasami świerkowymi.
Wzdłuż Niedźwiady biegnie niebieski szlak turystyczny z Piechowic przez Michałowice na Przełęcz pod Śmielcem.